# Phyllophaga oaxena
Phyllophaga oaxena är en skalbaggsart som beskrevs av Saylor 1940. Phyllophaga oaxena ingår i släktet Phyllophaga och familjen Melolonthidae. Inga underarter finns listade i Catalogue of Life.